# Lixil
Lixil Group Corporation (LIXILグループ株式会社 Lixil Gurūpu kabushiki-kaisha?) es un fabricante japonés de materiales de construcción y equipos de vivienda, con sede en Tokio . 

## Historia
La compañía estuvo formada en 2011 por la fusión de Tostem Corp. (Un proveedor de materiales de construcción), INAX (fabricante de lavabos y bañeras), Shin Nikkei (fabricante de materiales para rascacielos), Sunwave (una compañía de cocina) y Toyo Exterior (fabricante de puertas y vallas).
En el mismo año Lixil compró Permasteelisa, un desarrollador italiano de paredes de cortina, por €575 millones. Dos años más tarde Lixil comprados Marcas Estándares americanas, una fabricante de  EE.UU para accesorios de baños. por $542 millones y en 2014 Grohe, una compañía alemana de accesorios de baño por €3.06 mil millones. También fabrica en Andhra Pradesh, India. 
El 6 de noviembre de 2018, LIXIL anunció una sociedad nueva con la Fundación & de Gates de Melinda de Bill para traer qué podría ser el mundo   primer "lavabo reinventado" para uso de casa para pilotar en al menos dos mercados. Estas raíces del Reinventar el Reto de Lavabo.